# Epidendrum tuxtlense
Epidendrum tuxtlense är en orkidéart som beskrevs av Hágsater, García-cruz och Luis M. Sánchez. Epidendrum tuxtlense ingår i släktet Epidendrum och familjen orkidéer. Inga underarter finns listade i Catalogue of Life.